# UnBORDE
unBORDE是日本华纳音乐旗下的唱片公司之一，成立于2010年12月21日。

## 简介
unBORDE在2010年由日本华纳音乐设立，同时还设立了以经济管理业务为主的“unBORDE ARTISTA”，负责人为铃木龙马。
设立时共有神圣kamattechan、androp、Q;indivi、九州男、近藤夏子、高桥优、RIP SLYME7组艺人转入unBORDE。
在西班牙语中有“边界”的含义，创立人铃木在准备阶段就打算使用“Edge”这个单词，恰好2010年世界杯上支持的西班牙队最终夺冠，所以改用西班牙语作为厂牌名。
2016年，唱片公司成立5周年之际，共12组所属艺人组成了“unBORDE all stars”特别组合并录制了一张专辑《Feel + unBORDE GREATEST HITS》，专辑中歌曲《Feel》被可口可乐起用为广告歌。

## 旗下艺人

### 当前在籍
- 爱缪 （2016年－）
- akasick（日语：アカシック） （2015年－）
- indigo la End（日语：indigo la End） （2014年－）
- CAPSULE （2013年－）
  - 中田康贵 （2016年－）
- 卡莉怪妞 （2011年－）
- 神圣kamattechan（2010年－）
- 須田景凪（2018年－）
- 高橋優 （2010年－）
- TEAM SHACHI（日语：TEAM SHACHI） （2012年－）
- 天才乐队（日语：天才バンド） （2015年－）
- tofubeats（日语：tofubeats） （2013年－）
- livetune （2016年－）
- WANIMA （2017年－）
- yonige（日语：yonige） （2017年－）
- DADARAY（日语：DADARAY） （2017年－）
- Chelmico （2018年－）

### 已解约

#### 移籍至其他唱片公司
- androp（日语：androp） （2010年－2016年）
- 九州男（日语：九州男） （2010年－2012年）
- Q;indivi（日语：Q;indivi） （2010年）
- 近藤夏子 （2010年－2012年）
- BAND JA NAIMON! （2012年－2013年）
- The Beatmoss（日语：The Beatmos） （2012年－2013年）
- THE PRIVATES（日语：THE PRIVATES） （2014年）

#### unBORDE ARTISTA
- Cocco
- 熊木杏里 （2011年－2012年）
- MEG（2011年－2012年）

#### 移籍至日本华纳音乐旗下其他厂牌
- Passepied（日语：パスピエ (バンド)） （2012年－2016年，2016年移籍至Atlantic Japan）
- 極品下流少女。（日语：ゲスの極み乙女。） （2014年－2018年，2018年移籍至TACO RECORDS）

## 特别团体

### unBORDE all stars
由12组艺人参加，包括：akasick、androp、indigo la End、CAPSULE、卡莉怪妞、极度卑劣少女。、神圣kamattechan、須田景凪、高橋優、TEAM SHACHI、tofubeats、Passepied和RIP SLYME。
2016年3月19日发行了专辑《Feel + unBORDE GREATEST HITS》。

## 举办活动
| 时间                             | 活动名称                                            | 备注 |
| -------------------------------- | --------------------------------------------------- | --- |
| 2012年12月24日                   | unBORDE X'mas PARTY                                 | 成立2周年纪念，首次以唱片公司名义举办的演唱会。举办地：Zepp DiverCity                                        |
| 2013年12月23日                   | unBORDE Xmas PARTY 2013                             | 举办地：EX THEATER ROPPONGI                                                                                  |
| 2014年12月23日                   | unBORDE Xmas PARTY 2014                             | 举办地：Zepp Tokyo                                                                                           |
| 2015年12月23日                   |                                                     | 举办地：Zepp Tokyo                                                                                           |
| 2016年4月10日                    | Coca-Cola presents unBORDE 5th Anniversary Fes 2016 | 举办地：幕張展览馆                                                                                           |
| 2018年10月19日－11月8日（共7场） | unBORDE LUCKU 7TH TOUR                              | 举办地：仙台PIT、Zepp Sapporo、广岛CLUB QUATTRO、Zepp Nagoya、福冈DRUM LOGOS、Zepp Osaka Bayside、Zepp Tokyo |